# Muusoctopus
Muusoctopus Gleadall, 2004 è un genere di molluschi cefalopodi appartenenti alla famiglia degli Enteroctopodidi.

## Descrizione
I membri del genere sono caratterizzati da un mantello rotondeggiante o ovoidale in alcune specie e testa e occhi grandi sporgenti lateralmente. Le braccia sono lunghe 3 o 4 volte la lunghezza del mantello, piuttosto sottili e a sezione cilindrica; hanno in genere lunghezza più o meno uguale ma in alcune specie le prime due paia sono leggermente più lunghe del terzo e quarto paio. Sulle braccia sono presenti due file di ventose, leggermente separate; non sono presenti ventose ingrandite. Le braccia sono unite da una membrana di piccole dimensioni. Nel maschio il terzo braccio destro è ectocotilizzato. Manca il sacco dell'inchiostro.
Le femmine hanno un mantello lungo fino a 17 cm mentre nei maschi non supera i 14 cm; la lunghezza totale raggiunge i 77 cm.

## Distribuzione e habitat
Il genere Muusoctopus è diffuso in tutti gli oceani.
Vivono su fondali molli tra i 30 e i 3850 metri di profondità.

## Biologia

### Riproduzione
Le femmine di M. longibrachus si riproducono una sola volta nella vita deponendo una singola massa di uova o più masse a brevissima distanza di tempo una dall'altra. Le uova misurano tra i 21 e i 25 mm. Sebbene si tratti di animali che si riproducono una sola volta nella vita, le buone condizioni fisiche delle femmine post deposizione suggeriscono che la sopravvivenza alla riproduzione possa essere lunga.

## Tassonomia
Al genere sono ascritte le seguenti specie:
- Muusoctopus abruptus (Sasaki, 1920)
- Muusoctopus aegir Golikov, Gudmundsson & Sabirov, 2023
- Muusoctopus berryi (Robson, 1924)
- Muusoctopus bizikovi Gleadall, Guerrero-Kommritz, Hochberg & Laptikhovsky, 2010
- Muusoctopus canthylus (Voss & Pearcy, 1990)
- Muusoctopus eicomar (Vega, 2009)
- Muusoctopus eureka (Robson, 1929)
- Muusoctopus fuscus (Taki, 1964)
- Muusoctopus hokkaidensis (Berry, 1921)
- Muusoctopus januarii (Hoyle, 1885)
- Muusoctopus johnsonianus (Allcock, Strugnell, Ruggiero & M. A. Collins, 2006)
- Muusoctopus karubar (Norman, Hochberg & Lu, 1997)
- Muusoctopus leioderma (Berry, 1911)
- Muusoctopus levis (Hoyle, 1885)
- Muusoctopus longibrachus (Ibáñez, Sepúlveda & Chong, 2006)
- Muusoctopus oregonae (Toll, 1981)
- Muusoctopus oregonensis (Voss & Pearcy, 1990)
- Muusoctopus profundorum (Robson, 1932)
- Muusoctopus pseudonymus (Grimpe, 1922)
- Muusoctopus rigbyae (Vecchione, Allcock, Piatkowski & Strugnell, 2009)
- Muusoctopus robustus (Voss & Pearcy, 1990)
- Muusoctopus sibiricus (Loyning, 1930)
- Muusoctopus thielei (Robson, 1932)
- Muusoctopus violescens (Taki, 1964)
- Muusoctopus yaquinae (Voss & Pearcy, 1990)